# U 2362
U 2362 war ein U-Boot der deutschen Kriegsmarine im Zweiten Weltkrieg. Es handelte sich um ein sogenanntes „Küsten-U-Boot“ vom leicht bewaffneten Typ XXIII, das mit einem ausfahrbaren Schnorchel ausgerüstet war und auf einer Entwicklung des Erfinders Hellmuth Walter basierte. U 2362 wurde kurz vor Kriegsende von der eigenen Besatzung versenkt.

## Bau
Die Deutsche Werft AG in Hamburg-Finkenwerder war von Kriegsbeginn an in das U-Bootbauprogramm der Kriegsmarine einbezogen. Es handelte sich jedoch um eine der wenigen Produktionsstätten, auf der keine U-Boote des im Zweiten Weltkrieg meistgebauten Typs VII gebaut wurden. Stattdessen war diese Werft ausschließlich mit der Fertigung von Bootes des Typs IX beauftragt. Ende des Jahres 1943 wurden der Deutschen Werft AG erstmals Boote vom Typ XXIII in Auftrag gegeben. Ab diesem Zeitpunkt war die Werft für die Ablieferung von monatlich acht Booten dieses Typs vorgesehen. Bis Kriegsende lieferte die Werft 48 Boote des Typ XXIII an die Kriegsmarine, davon 19 im letzten Kriegsjahr.

### Technische Daten
Diese Boote waren mit einem neu entwickelten Schnorchel ausgestattet. Dieser diente der Luftzufuhr, wobei gleichzeitig Abgase ausgeleitet werden konnten. Schnorchel kamen bei deutschen U-Booten zwar bereits zum Einsatz, waren aber als ausklappbare Konstruktion auf dem Oberdeck befestigt und galten als schwer handhabbar. Im Jahr 1943 entwickelte das Kieler Ingenieurbüro von Hellmuth Walter ein U-Boot für den kurzfristigen küstennahen Einsatz, dass mit einem solchen Schnorchel ausgerüstet war, der, ähnlich einem Sehrohr, vertikal ausfahrbar war. Auf dieser Entwicklung baute die Konstruktion des Typs XXIII auf, der im Gegensatz zu den „Walter-U-Booten“, deren Produktion zugunsten dieses Typs aufgegeben wurde, allerdings einen konventionellen Antrieb hatte und etwas größer war.
Solche „Küsten-U-Boote“ waren ursprünglich für den Einsatz im Schwarzen Meer und im Mittelmeer konzipiert und sollten nicht weit in die offene See vordringen. Daher wurde eine Bewaffnung mit zwei Torpedos als ausreichend betrachtet. Aus Platzgründen war es nicht möglich, Ersatztorpedos mitzuführen und die vorhandenen konnten nicht aus den Torpedorohren entnommen und mussten von außen eingeführt werden. Die 34,7 m langen und 3 m breiten Typ-XXIII-Boote hatten eine Besatzung von bis zu 12 Mann. Es handelte sich um Einhüllenboote, die bei Unterwasserfahrt eine Geschwindigkeit von bis zu 9,7 kn erreichen konnten. In den letzten beiden Kriegsjahren wurden insgesamt 61 U-Boote des Typs XXIII gebaut. Davon wurden 30 im Jahr 1945 in Dienst gestellt.

## Einsatz und Geschichte

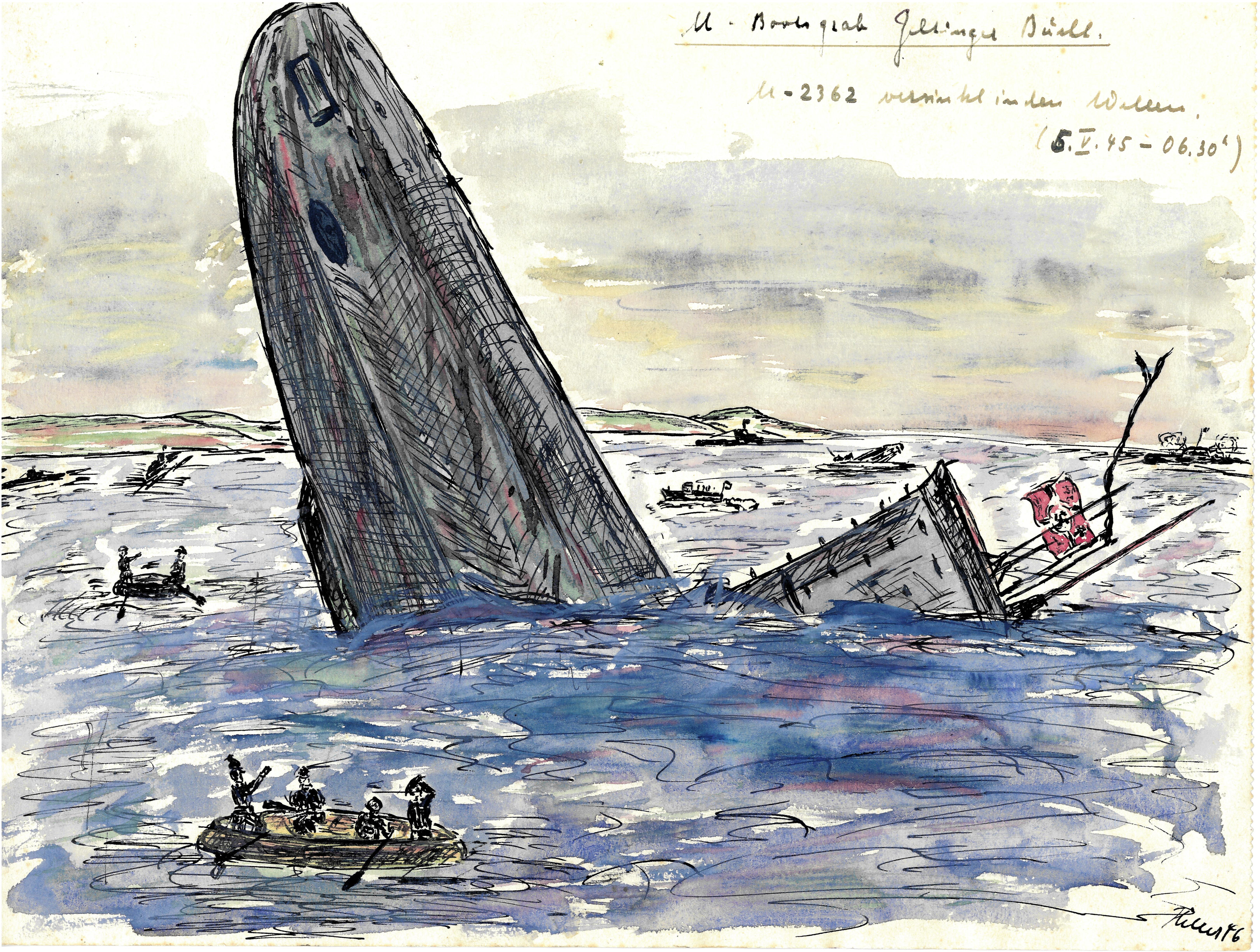
Gemälde des sinkenden U-Bootes aus dem Jahre 1946, angefertigt von einem an Bord stationierten Matrosen.

U 2362 wurde am 5. Februar 1945 unter dem Kommando von Oberleutnant zur See Martin Czekowski in Dienst gestellt. Der 23-jährige Kommandant hatte zuvor als Wachoffizier auf U 608 gedient. Am 5. Februar 1945 wurde U 2362 zunächst der 32. U-Flottille als Ausbildungsboot unterstellt. Zwei Wochen später kam das Boot zur 4. U-Flottille in Stettin.

### Ende des Bootes
U 2362 wurde am 5. Mai in der Geltinger Bucht nahe Flensburg durch die eigene Besatzung versenkt. An diesem Tag wurden infolge des Regenbogen-Befehls neben U 2362 noch 34 weitere deutsche U-Boote in der Geltinger Bucht durch die eigenen Besatzungen versenkt.